# La Vieille-Loye
La Vieille-Loye település Franciaországban, Jura megyében. Lakosainak száma 395 fő (2022. január 1.). La Vieille-Loye Éclans-Nenon, Belmont, Montbarrey és Santans községekkel határos.

## Népesség
A település népességének változása:
| Lakosok száma | 344  | 309  | 358  | 369  | 397  | 406  | 404  | 395  | 392  | 395  |
|               | 1968 | 1982 | 1990 | 2006 | 2013 | 2015 | 2017 | 2019 | 2020 | 2022 |